# Matvěj Safonov
Matvěj Jevgenjevič Safonov (rusky Матвей Евгеньевич Сафонов; * 25. února 1999) je ruský fotbalista, který hraje jako brankář za Paris Saint-Germain a ruskou reprezentaci.

## Klubová kariéra

### Krasnodar
Safonov debutoval v nejvyšší ruské soutěži za Krasnodar dne 13. srpna 2017. Dne 20. října 2020 debutoval v Lize mistrů proti Stade Rennes. Dne 18. ledna 2024 prodloužil smlouvu s klubem do 31. ledna 2029.

### Paris Saint-Germain
Dne 14. června 2024 Safonov podepsal pětiletou smlouvu s Paris Saint-Germain. Dne 18. září 2024 debutoval za klub proti Gironě v Lize mistrů.